# بيتر هارفي
بيتر هارفي (15 يناير 1923 - 19 يوليو 2006)  (بالإنجليزية: Peter Harvey)‏ هو لاعب كريكت بريطاني (وحمل سابقاً جنسية المملكة المتحدة لبريطانيا العظمى وأيرلندا).

## وصلات خارجية
- بيتر هارفي على موقع إي آس بي آن كريك إنفو (الإنجليزية)